# Eva Sulzer
Eva Sulzer (Winterthur, Suiza, 1902 - Ciudad de México, 1990) fue una fotógrafa, música, coleccionista y cineasta reconocida por sus fotografías de lugares precolombinos en América Central y del Norte, principalmente Canadá, Alaska y México. También tenía una colección significatival de artefactos precolombinos y piezas de arte indígena. Colaboró estrechamente con el artista Wolfgang Paalen y otros emigrados surrealistas en México a principios de la década de 1940.  Eva Sulzer se convirtió en parte del Círculo DYN en México, donde fueron influenciados por los descubrimientos científicos y el movimiento precolombino de México para practicar el expresionismo.

## Fotografías
Muchas de sus fotografías se publicaron en la revista surrealista fundada y editado por Wolfgang Paalen, DYN. Sulzer fue el principal patrocinadora financiera de DYN. Las imágenes íntimas y los enfoques sutiles de Sulzer en los íconos femeninos del arte precolombino dan un fuerte trasfondo feminista a sus imágenes y la distinguen de sus contemporáneos masculinos en París y Nueva York . Si bien se la menciona principalmente en el contexto de Paalen, Sulzer era una artista por su propia cuenta. Siguió viviendo y trabajando en México como fotógrafa y cineasta hasta su muerte en 1990. Además de contribuir a la sensibilidad artística del círculo surrealista DYN, Sulzer también implementó aspectos arqueológicos y antropológicos en sus escritos y obras y en los de sus colegas. Sulzer también contribuyó con su colección de arte precolombino a las antologías populares de Miguel Covarrubias sobre la antropología mexicana. En 2012, una serie de fotografías de Sulzer se exhibieron en una exposición titulada “Adiós al surrealismo: el círculo Dyn en México” como homenaje a la publicación debut de la revista del círculo Dyn. La exposición sacó a la luz a Sulzer como una mujer artista del siglo XX aparentemente poco investigada y desconocida. Aún queda por hacer más investigaciones sobre Sulzer como una entidad singular que trabajaba en el mundo del arte y en los medios de la fotografía, el cine y la música.

## Wolfgang Paalen y Eva Sulzer
Paalen y Sulzer se conocieron en un balneario del Báltico en 1931. Sulzer luego decidió regresar a París con Paalen, y los dos permanecieron unidos hasta la muerte de Paalen en 1959. En 1939, Sulzer viajó con Paalen y Rahon a sitios precolombinos en el noroeste de Canadá y en Alaska y México. Muchas fotografías tomadas en este viaje se publicaron en DYN. Aunque Paalen estuvo casado con la artista Alice Rahon, Rahon, Paalen y Sulzer estaban involucrados en una tríada poliamorosa, que es muy representativa de la sensibilidad de mente abierta del círculo Dyn.